# Platycomopsis mesjatzevi
Platycomopsis mesjatzevi is een rondwormensoort uit de familie van de Leptosomatidae. De wetenschappelijke naam van de soort is voor het eerst geldig gepubliceerd in 1927 door Filipjev.